# Figaro 3291
Figaro 3291 – polski radioodbiornik lampowy produkowany w Zakładach Radiowych im. Marcina Kasprzaka w Warszawie. Został zaprojektowany na zamówienie polityczne w 1958, po 3 miesiącach prac – zgodnie z wytycznymi władz PRL jako „popularny, tani, nowoczesny i oszczędny odbiornik radiowy”. Umożliwia odbiór stacji na falach długich, średnich i krótkich. Posiada wbudowaną antenę ferrytową, wyjście antenowe i obrotowy przełącznik zakresów na bocznej ścianie. Układ odbiornika (superheterodynowy, zastosowany później w Rozynie), zasilany jest z autotransformatora i zawiera 3 lampy elektronowe (ECH81, EBF89 i ECL82) i prostownik selenowy (SPS5A).

## Wersje
Figaro N – wersja odkłócona, układ elektryczny identyczny jak w Rozynie N.
Figaro Special – zastosowana obudowa była zbliżona do zastosowanej w odbiorniku Rozyna (wymiary: 290×140×190 mm) z anglojęzycznymi opisami na tylnej ścianie, dodano gniazdo głośnikowe (dla głośnika o impedancji 5 Ω) i możliwość zasilania prądem zmiennym o częstotliwości 60 Hz. Prawdopodobnie wersja eksportowa.
Figaro II-2/4A – posiadał inny zestaw lamp (3S4T, 1S5T, 1T4T, 1R5T, DM70).